# 鬼丸孝博
鬼丸 孝博（おにまる たかひろ、1974年 - ）は、日本の研究者。広島大学大学院先進理工系科学研究科教授。鹿児島県出身。

## 主な略歴
- 1997年03月 東京理科大学理学部物理学科卒業
- 1999年03月 東北大学大学院理学研究科物理学専攻博士課程前期修了
- 2005年03月 東京大学大学院理学系研究科物理学専攻博士課程後期修了
- 2005年04月 科学技術振興機構 雇用研究員（ - 2006年9月）
- 2006年10月 広島大学大学院先端物質科学研究科助手（ - 2007年3月）
- 2007年04月 広島大学大学院先端物質科学研究科助教（ - 2011年8月）
- 2011年09月 広島大学大学院先端物質科学研究科准教授（ - 2018年3月 ）
- 2018年04月 広島大学大学院先進理工系科学研究科教授　( 現職 )

## 主な所属学会
- 日本物理学会など

## 主な受賞
- 2005年 第10回日本物理学会論文賞
- 2009年 日本中性子科学会第7回奨励賞
- 2010年 日本物理学会欧文誌注目論文
- 2012年 第6回日本物理学会若手奨励賞
- 2013年 重い電子系研究奨励賞
- 2015年 第20回日本物理学会論文賞
- 2015年 第14回広島大学学長表彰